# Girolamo Maccabei

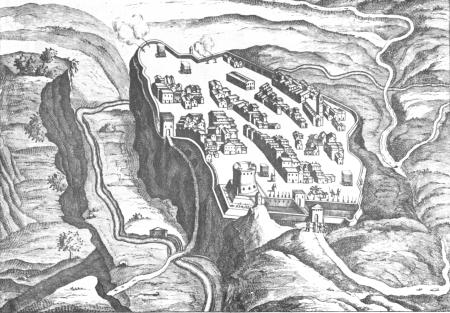
Castro da una cartina del 1663

Girolamo Maccabei (Ferrara, XVI secolo – Roma, 1574) è stato un vescovo cattolico italiano.

## Biografia
Girolamo Maccabei nacque a Ferrara ma compì i suoi studi a Roma dove fu eletto vescovo di Castro nel luglio del 1543 prendendo possesso della diocesi solo nel luglio del 1545.
Durante il pontificato di papa Paolo III fu nominato cappellano pontificio e canonico nel 1547 di San Pietro. Il 5 novembre 1550 fu eletto a magister della cappella pontificia e oltre a seguire le cerimonie in San Pietro, ebbe anche l'incarico di scegliere i cantori per le cerimonie che si stavano svolgendo al Concilio di Trento.
Nel 1568 si dimise dalla diocesi di Castro trasferendosi a Roma dove morì nel 1574.

### Sinodo diocesano
Il vescovo partecipò negli anni 1562-1563 del concilio tridentino. Rientrato a Castro convocò il 16 novembre 1564 nella cattedrale di San Savino il sinodo diocesano di cui si mantiene la documentazione a testimonianza della tempestività con cui egli obbedì alla promulgazione dei decreti conciliari di papa Pio IV nel Benedictus Deus del 30 giugno 1564.
Al sinodo parteciparono il vicario Cristoforo Ancorino, il notaio Bernardo Romanelli, tutti i prelati arcidiaconi e arcipresbiteri delle chiese collegiali, nonché i rettori e i cappellani delle parrocchie. Il vescovo Maccabei informò di quanto i decreti del Concilio avevano approvato chiedendone a tutti i presenti obbedienza, in particolare per quelli che riguardavano la condotta dei chierici, le scomuniche, le decime, i sacramenti ristabilendo così la piena autorità vescovile sul clero e sui fedeli. Il vescovo cercò inoltre di porre rimedio alle lamentele e alle difficoltà in cui versavano molti dei prelati, specialmente per il pagamento delle decime e il mantenimento degli addobbi e suppellettili delle chiese, con un decreto promulgato in lingua volgare per essere inteso anche alla popolazione.
Il vescovo mantenne un rapporto epistolare con san Carlo Borromeo, dove risulta che più volte espresse le sue lamentele circa la situazione difficile in cui si trovava la sua diocesi. La cittadina, infatti, era stata eretta nel 1537 a capitale del ducato di Pier Luigi Farnese da papa Paolo III. Quando nel 1545 il Farnese fu nominato duca di Parma e Piacenza si allontanò da Castro, lasciando in ultimate opere e costruzioni, e il vescovo si trovava impossibilitato ad ultimare le opere che richiedevano ancora troppi lavori e sostegno economico.
Forse per queste difficoltà o forse per il suo stato di salute, nel 1568 si dimise trasferendosi a Roma, dove morì nel 1574. La salma fu sepolta nella chiesa di Sant'Agostino.

## Genealogia episcopale e successione apostolica
La genealogia episcopale è:
- Cardinale Girolamo Grimaldi
- Arcivescovo Martinho de Portugal
- Arcivescovo Alfonso Oliva, O.E.S.A.
- Vescovo Girolamo Maccabei

La successione apostolica è:
- Vescovo Gian Pietro Ferretti (1545)
- Arcivescovo Robert Wauchope (1545)
- Cardinale Girolamo Dandini (1545)
- Vescovo Mario Ruffino (1545)
- Vescovo Zaccaria Rondani (1545)
- Vescovo Girolamo Boccadoro (1545)
- Vescovo Giovanni Giacomo Barba, O.E.S.A. (1546)
- Vescovo Paolo Sadoleto (1547)
- Vescovo Camillo Mantuano (1547)
- Papa Gregorio XIII (1558)
- Vescovo Romolo Cesi (1566)